# "狂拳"竹内裕二
"狂拳"竹内 裕二（“きょうけん”たけうち ゆうじ、1983年8月13日 – ）は、日本の男性キックボクサー。千葉県木更津市出身。本名は竹内 裕二（たけうち ゆうじ）。菅原道場所属。現WMAF世界スーパーフェザー級王者。

## 来歴

### プロデビュー
相手を殴って金を稼げることや、K-1を見たことでキックボクサーを志すようになる。それ以前にはボクシングを習った経験があった。18歳のときに菅原道場に所属し、2004年6月6日にプロデビュー。しかし、4戦目になった頃から、会長や練習がきつくなり、半年間ほど沖縄に逃亡した。その後、闘いたくなり道場に戻った。
2007年12月2日、マーシャルアーツ日本キックボクシング連盟日本スーパーフェザー級タイトルマッチで王者アトム山田と対戦。1Rに右フック、2Rに右ストレートでダウンを奪うと、2Rに肘打ちでカットさせた傷口からの出血がひどくなりドクターストップとなり、第8代王者となった。
2008年3月2日、K-1 JAPAN TRYOUT（ミドル級）を受験し、合格を果たした。

### 世界王座獲得
2008年12月21日に、東京のディファ有明で行われたMA日本キックボクシング連盟主催「BREAK THROUGH-8」のWMAF世界スーパーフェザー級タイトルマッチで、TURBΦ（王者/FUTURE_TRIBE ver. O.J.）と対戦。2Rの2度のダウンを奪われるが、竹内は右フックでダウンを1度奪い返す。4Rに右フックで2度目のダウンを奪い、5R判定2-0で勝利し、第2代世界王者になった。
2009年5月、山本真弘にKO勝ち。山本真弘に初めて勝った日本人。
2009年7月24日、Krushライト級グランプリ2009に出場。1回戦で大高一郎にKO勝ち、準々決勝で梶原龍児に判定勝ちを収め、ベスト4進出。11月2日、準決勝で石川直生と対戦し、左跳び膝蹴りでKO負け。
2010年5月2日、K-1 WORLD MAX 2010 〜-63kg Japan Tournament 1st Round〜で裕樹と1年10か月ぶりに再戦し、右ハイキックでKO負け。
2010年7月5日、K-1 WORLD MAX 2010 〜-63kg Japan Tournament FINAL〜の第2リザーブファイトで卜部功也と対戦し、0-3の判定負け。
2010年12月12日、後楽園ホールにて行われた「Krush初代王座決定トーナメント～Round.1～」の-60kgトーナメントの1回戦で水落洋祐と対戦し、2Rに3度のダウンを奪いKO勝ちを収め、準決勝に駒を進めた。なおこの試合で連敗を4でストップした。
2011年4月30日、Krush初代王座決定トーナメント ～Triple Final Round～準決勝で、野杁正明と対戦、3Rに左フックでKO勝ちを収めた。決勝戦で卜部弘嵩と対戦、1Rに左ハイキックでKO負け。
2013年1月13日、総合格闘家の宮川博孝とKrushのリングで対戦。1R早々に放ったローキックが宮川の金的を直撃、ダメージが深く試合はノーコンテストとなった。試合後リング上で「明けましておめでとうございます。この試合を観に来てくれた方には申し訳ないっす。でも、相手には申し訳ないとは思っていません。年末年始の休み抜きで練習してきたし、殺し合いには勝ったと思います」とマイクアピール。この言動に対し、後日Krushの宮田充プロデューサーが厳重注意した。
2013年5月3日には、GLORYに初参戦。稲石竜弥と対戦するも僅差の判定負け。
2013年6月30日、MAキックのリングでカノンスック・ウィラサクレックと対戦するもローキックでTKO負け。
2013年9月21日には、山崎秀晃の保持するKrush-63kg級のタイトルへの挑戦権を賭け階級を上げ木村ミノルと対戦。試合前に行われた記者会見ではお互いを過激に挑発するなど不穏な空気が漂っており、注目の一戦となったが1ラウンドで失神KO負けを喫した。
2016年9月19日、K-1 WORLD GP 2016 IN JAPAN 〜スーパー・フェザー級世界最強決定トーナメント〜で約3年ぶりに復帰し、林健太と対戦。1R早々にダウンを奪うが、その後反撃を受け2度ダウンを奪われ、最後はレフェリーストップでKO負け。
2022年4月3日、K-1 WORLD GP 2022 JAPAN ～K’FESTA.5～で約5年7か月ぶりに復帰し、SATORU成合と対戦。1R序盤、成合の前蹴りを掴み、竹内はレフェリーから注意を受ける。積極的に打ち合いに挑む成合とガードからの右ストレートや、左右のボディフックで流れを掴もうとする竹内の攻防で1R終了。2R、成合の右クロスを受け、下がる竹内は、カウンターの右フックでダウンを奪う。ダメージの残る成合は打ち合いを続けるも、竹内は左右のストレートで成合にKO勝ち。

## 戦績
| キックボクシング 戦績 | キックボクシング 戦績 | キックボクシング 戦績 | キックボクシング 戦績 | キックボクシング 戦績 | キックボクシング 戦績 | キックボクシング 戦績 |
| --------------------- | --------------------- | --------------------- | --------------------- | --------------------- | --------------------- | --------------------- |
| 43 試合               | (T)KO                 | 判定                  | その他                | 引き分け              | 無効試合              |                       |
| 27 勝                 | 13                    | 14                    | 0                     | 2                     | 1                     |                       |
| 13 敗                 | 7                     | 6                     | 0                     | 2                     | 1                     |                       |

| 勝敗 | 対戦相手                       | 試合結果                                           | 大会名 | 開催年月日     |
| ○    | SATORU成合                     | 2R 2:29 KO                                         | 2022年4月3日（日）K-1 WORLD GP 2022 JAPAN ～K’FESTA.5～                                                                                          | 2022年4月3日   |
| ×    | 林健太                         | 1R 2:47 KO                                         | K-1 WORLD GP 2016 IN JAPAN 〜スーパー・フェザー級世界最強決定トーナメント〜                                                                      | 2016年6月19日  |
| ×    | 木村ミノル                     | 1R 2:07 KO                                         | Krush.33（Krush -63kg級挑戦者決定戦） | 2013年9月21日  |
| ×    | カノンスック・ウィラサクレック | 3R2:05 TKO                                         | マーシャルアーツ日本キックボクシング連盟 DRAGON ROAD ONE AND ONLY TAKE2                                                                          | 2013年6月30日  |
| ×    | 稲石竜弥                       | 3R終了 判定1-2                                     | Road to GLORY JAPAN -85kg | 2013年5月3日   |
| ○    | 林将多                         | 1R 1:48 KO                                         | Krush.27 | 2013年3月20日  |
| -    | 宮川博孝                       | ノーコンテスト                                     | Krush Grand Prix 2013 | 2013年1月13日  |
| ×    | SHIGERU                        | 3R終了 判定0-3                                     | ビッグバン・統一への道 其の11 | 2012年12月2日  |
| ○    | 大沢文也                       | 3R 1:35 KO（左フック）                             | Krush.23 | 2012年10月8日  |
| ○    | センデット・サシプラパー       | 延長判定2-0                                        | 鉄拳 5～菅原道場10周年記念興行～ 東日本大震災復興支援チャリティー興行                                                                            | 2012年7月29日  |
| ×    | 石川直生                       | 2R終了 判定0-3                                     | Krush.12 | 2011年9月24日  |
| ×    | 卜部弘嵩                       | 1R 1:28 KO（左ハイキック）                         | Krush初代王座決定トーナメント ～Triple Final Round～～ 【Krush－60kg初代王座決定トーナメント決勝】                                               | 2011年4月30日  |
| ○    | 野杁正明                       | 3R 1:51 KO（左フック）                             | Krush初代王座決定トーナメント ～Triple Final Round～～ 【Krush－60kg初代王座決定トーナメント準決勝】                                             | 2011年4月30日  |
| ○    | 水落洋祐                       | 2R 2:08 KO（右フック）                             | Krush初代王座決定トーナメント ～Round.1～ | 2010年12月12日 |
| ×    | 卜部功也                       | 3R終了 判定0-3                                     | K-1 WORLD MAX 2010 〜-70kg World Championship Tournament FINAL16 / -63kg Japan Tournament FINAL〜 【-63kg Japan Tournament 第2リザーブファイト】 | 2010年7月5日   |
| ×    | 裕樹                           | 2R 1:53 KO（右ハイキック）                         | K-1 WORLD MAX 2010 〜-63kg Japan Tournament 1st Round〜 【1回戦】                                                                                | 2010年5月2日   |
| ×    | チュンデーン・チュワタナ       | 5R終了 判定0-3                                     | マーシャルアーツ日本キックボクシング連盟 「谷山ジム25周年記念興行 ビッグ・バン〜統一への道」                                                     | 2010年3月28日  |
| ×    | 石川直生                       | 2R 2:27 KO（左跳び膝蹴り）                         | Krushライト級グランプリ2009 〜決勝戦 Final Round〜 【Krushライト級グランプリ2009 準決勝】                                                        | 2009年11月2日  |
| ○    | 梶原龍児                       | 3R終了 判定3-0                                     | Krushライト級グランプリ2009 〜開幕戦 Round.1〜 【Krushライト級グランプリ2009 準々決勝】                                                          | 2009年7月24日  |
| ○    | 大高一郎                       | 2R 2:08 KO（2ノックダウン：右フック）              | Krushライト級グランプリ2009 〜開幕戦 Round.1〜 【Krushライト級グランプリ2009 1回戦】                                                             | 2009年7月24日  |
| ○    | 藤牧孝仁                       | 3R終了 判定3-0                                     | マーシャルアーツ日本キックボクシング連盟 「BREAK THROUGH-11 〜突破口〜」                                                                         | 2009年6月14日  |
| ○    | 山本真弘                       | 2R 1:38 KO（左フック）                             | 全日本キックボクシング連盟「Krush.3」 | 2009年5月17日  |
| △    | 赤十字竜                       | 5R終了 判定0-1                                     | ニュージャパンキックボクシング連盟 「GO FOR BROKE 〜ROAD TO REAL KING III〜」                                                                    | 2009年3月22日  |
| ○    | TURBΦ                          | 5R終了 判定2-0                                     | マーシャルアーツ日本キックボクシング連盟 「BREAK THROUGH-8 〜突破口〜」 【WMAF世界スーパーフェザー級タイトルマッチ】                             | 2008年12月21日 |
| ○    | ヨックタイ・シスオー           | 5R終了 判定3-0                                     | マーシャルアーツ日本キックボクシング連盟 「鉄拳 〜菅原道場6周年記念〜」                                                                          | 2008年11月24日 |
| ○    | マキ・デントラニー             | 3R+延長R終了 判定3-0                               | マーシャルアーツ日本キックボクシング連盟 「BREAK THROUGH-6 〜突破口〜」                                                                          | 2008年9月21日  |
| ×    | 裕樹                           | 延長R 1:15 TKO（タオル投入：ローキックのダメージ） | R.I.S.E. 48 〜THE KING OF GLADIATORs '08〜 【60kg CHAMPION MATCH】                                                                               | 2008年7月4日   |
| ○    | ピンペット・ソー・トーサポン   | 3R終了 判定3-0                                     | マーシャルアーツ日本キックボクシング連盟 「BREAK THROUGH-4 〜突破口〜」                                                                          | 2008年6月15日  |
| ○    | 末広智明                       | 2R 2:25 KO（右ストレート）                         | R.I.S.E. 46 〜THE KING OF GLADIATORs '08〜 【60kg CHAMPION MATCH】                                                                               | 2008年5月11日  |
| ○    | 蘇我英樹                       | 3R 2:58 KO（パンチ連打）                           | 新日本キックボクシング協会「スーパーキック」 | 2008年4月13日  |
| ○    | アトム山田                     | 4R 1:03 TKO（ドクターストップ：額のカット）        | マーシャルアーツ日本キックボクシング連盟 「BREAKDOWN-8 〜打破〜 MA.KICK祭り CHAMPION CARNIVAL」 【MA日本スーパーフェザー級タイトルマッチ】       | 2007年12月2日  |
| ○    | 菅崎英世                       | 3R 1:52 TKO（タオル投入：パンチ）                  | マーシャルアーツ日本キックボクシング連盟 「鉄拳 木更津大会 菅原道場5周年記念」                                                                   | 2007年11月11日 |
| ○    | TSUYOSHI                       | 2R 2:48 KO（パンチ）                               | マーシャルアーツ日本キックボクシング連盟 「BREAKDOWN-7 〜打破〜」                                                                                | 2007年10月21日 |
| ○    | 田中秀和                       | 3R KO（パンチ）                                    | マーシャルアーツ日本キックボクシング連盟「ADVANCE.1 花澤ジム32周年記念大会」                                                                     | 2007年9月30日  |
| ○    | 拳竜                           | 1R 1:45 KO                                         | マーシャルアーツ日本キックボクシング連盟 「BREAKDOWN-3 〜打破〜」                                                                                | 2007年4月6日   |
| ○    | 羽下利春                       | 3R終了 判定3-0                                     | マーシャルアーツ日本キックボクシング連盟 「SURPRISING 8 〜MA日本キック連盟祭・オールタイトルマッチ〜」                                           | 2006年12月3日  |
| △    | HANAWA                         | 3R終了 判定1-1                                     | マーシャルアーツ日本キックボクシング連盟 「SURPRISING 7th」                                                                                      | 2006年10月22日 |
| ○    | 近藤一輝                       | 2分3R終了 判定3-0                                  | マーシャルアーツ日本キックボクシング連盟 「SUPREME-7 CHAMPION CARNIVAL 〜7階級タイトルマッチ〜」                                                 | 2004年11月21日 |
| ×    | KING                           | 3R終了 判定0-3                                     | マーシャルアーツ日本キックボクシング連盟 「ADVANCE-1」                                                                                           | 2004年10月10日 |
| ○    | 伊藤拓也                       | 3R KO                                              | マーシャルアーツ日本キックボクシング連盟 「SUPREME-4 梶原一騎18回忌追悼記念 第7回梶原一騎杯 キックガッツ2004」 【ヤングファイト】                | 2004年6月6日   |

## 獲得タイトル
- 第8代MA日本スーパーフェザー級王座（0度防衛）
- 第2代WMAF世界スーパーフェザー級王座（0度防衛）

## 受賞歴
- 2007年度KO賞（MA日本、2008年1月14日）[10]